# Jacques Denjean
Pour les articles homonymes, voir Denjean.
Jacques Denjean, né le 21 mai 1929 à Igny et mort le 21 septembre 1995 à Évreux, est un musicien (pianiste et organiste), compositeur, arrangeur et chef d'orchestre français qui a apporté une considérable contribution à la musique populaire française des années 1960.

## Biographie
Élève du Conservatoire de Paris, il y a remporté le 1er prix de piano en 1947 mais s'est rapidement tourné vers le jazz (il a notamment participé aux orchestres d'Alix Combelle et Maxim Saury, ainsi qu'aux Double Six).
En 1961, il constitue son propre orchestre, un big band qui publie ses premiers enregistrements chez Polydor. Cette formation va évoluer vers un style comparable à celui des Mar-Keys américains, associant sur des rythmiques rock les sons jazz de l'orgue et d'une section de saxophones et cuivres. Jacques Denjean s'est illustré aussi bien dans l'accompagnement de vedettes de la génération yéyé que par des morceaux instrumentaux composés et publiés en propre. Plusieurs ont été largement popularisés par le fait d'être choisis comme indicatifs d'émissions radio, comme La Route et Dans le vent, utilisés tous deux en 1963 par respectivement France Inter et Europe 1 pour introduire des programmes musicaux.
La Route a par ailleurs été adapté en chanson par Les Chats Sauvages avec Mike Shannon en mars 1964, avec des paroles de Gilles Thibaut.
En 1968, il arrange le 45t de Guy Béart de science-fiction : Béart chante l'espace.
On doit aussi à Jacques Denjean plusieurs musiques de films, notamment pour Adieu Philippine de Jacques Rozier.
Parmi les chanteurs qu'il a accompagnés et/ou dont il a arrangé les orchestrations on compte, entre autres, Johnny Hallyday, Françoise Hardy, Dionne Warwick, Nana Mouskouri, Hervé Vilard, François Deguelt.
Jacques Denjean a également enregistré un album chez Vega sous le nom Torpedo Jackson joue les succès de Ray Charles.

## Discographie
45 tours
- 1961 : Près de la fontaine / La pachanga / Ça tourne rond / Blue Moon (Polydor 21 577)
- 1961 : The Twist / Let's Twist Again / Dum Dum / You Can Have Her  (Polydor 21 808)
- 1962 : Lover please / Dream Baby / En suivant notre amour / Tu l'aimeras toujours (Polydor 21 861)
- 1962 : Madison Time / The Big "M" / Hugle Buck / Swinging the Madison (Polydor 21 873)
- 1963 : La Route (The Hard Way) / The Tough Touch (Dans le vent) / Sally Go Round The Roses / Mickey's Monkey (Polydor 27 076)
- 1964 : Le Train fou / Blue Horizon / Mistral 20h30 / Dans la nuit (Polydor 27 109)
- 1964 : Vol 847 / Super 4 / Nord 2000 / Piper (Polydor 27 143)
- 1964 : Ma Vie / Que c'est triste Venise / Ce Monde / Sur ton visage une larme (Polydor 27 152
- 1965 : Allo Blues / Que faut-il faire ? / Douze cordes / Tonic (Polydor 27 191)
- 1965 : Écoutez-moi / Le Ciel, le soleil et la mer / Aline / Music and News (Polydor 27 212)
- 1968 : Névrose / Psychomaniac (AZ 10 347)

Albums
- 1962 : Jazz (Polydor 45 585)
- 1963 : Un Disque à tout casser (Polydor 46 138)